# Bucalala!
Bucalala! – dwupłytowy album koncertowy zespołu Stare Dobre Małżeństwo. Nagrania zarejestrowano podczas koncertu w Teatrze Buffo 24 listopada 2002.

## Lista utworów
CD I
1. Erotyk z jaskółkami
2. Niebieski cyrkiel
3. Krynica Zdrój
4. Głupi Gienek
5. Pod kątem ostrym
6. Zielony dom
7. Zbieg okoliczności łagodzących
8. List do Ogrodowej
9. Przystanek na żądanie
10. Tymbark
11. Deszczówka – kreskówka
12. Czarny blues o czwartej nad ranem
13. Bieszczadzkie anioły

CD II
1. Nocne majaki
2. Beretka dla Bejdaka
3. Makatka z trójkątem opatrzności
4. U studni
5. Jest już za późno, nie jest za późno
6. Gloria
7. Leluchów
8. Osiedlowe tango
9. Baby sienne i senne
10. Szklane oko
11. Miedziana dziewczyna
12. Jaś Wędrowniczek z Krzyśkiem Myszkowskim